# 稻荷車站
稻荷車站（日语：／ Inari eki */?）是一位於日本京都府京都市伏見區，由西日本旅客鐵道（JR西日本）所經營的鐵路車站。稻荷車站是JR西日本所屬的奈良線之沿線車站，在站區內保存有一座建於1879年、日本國鐵系統之下現存最古老的油燈小屋（一種用於儲放燈油、燃料等危險物品的磚造建築），被列為準鐵道紀念物名單內。
由於稻荷車站與京都著名的名勝、伏見稻荷大社的正門入口僅有一條街道之隔，因此成為觀光客與香客參訪神社時最常利用的交通門戶，車站內的部分屋柱也特別設計成朱紅色，以便與伏見稻荷大社最著名的景點——千本鳥居——相呼應。稻荷車站在2000年時，入選第一回近畿車站百選（近畿の駅百選）。自JR西日本稻荷車站往西徒步約5分鐘步程，可以見到隸屬於京阪電氣鐵道的伏見稻荷車站。

## 車站結構
對向式月台2面2線的地面車站。

### 月台配置
| 月台 | 路線   | 方向 | 目的地         |
| ---- | ------ | ---- | -------------- |
| 1    | 奈良線 | 上行 | 京都方向       |
| 2    | 奈良線 | 下行 | 宇治、奈良方向 |

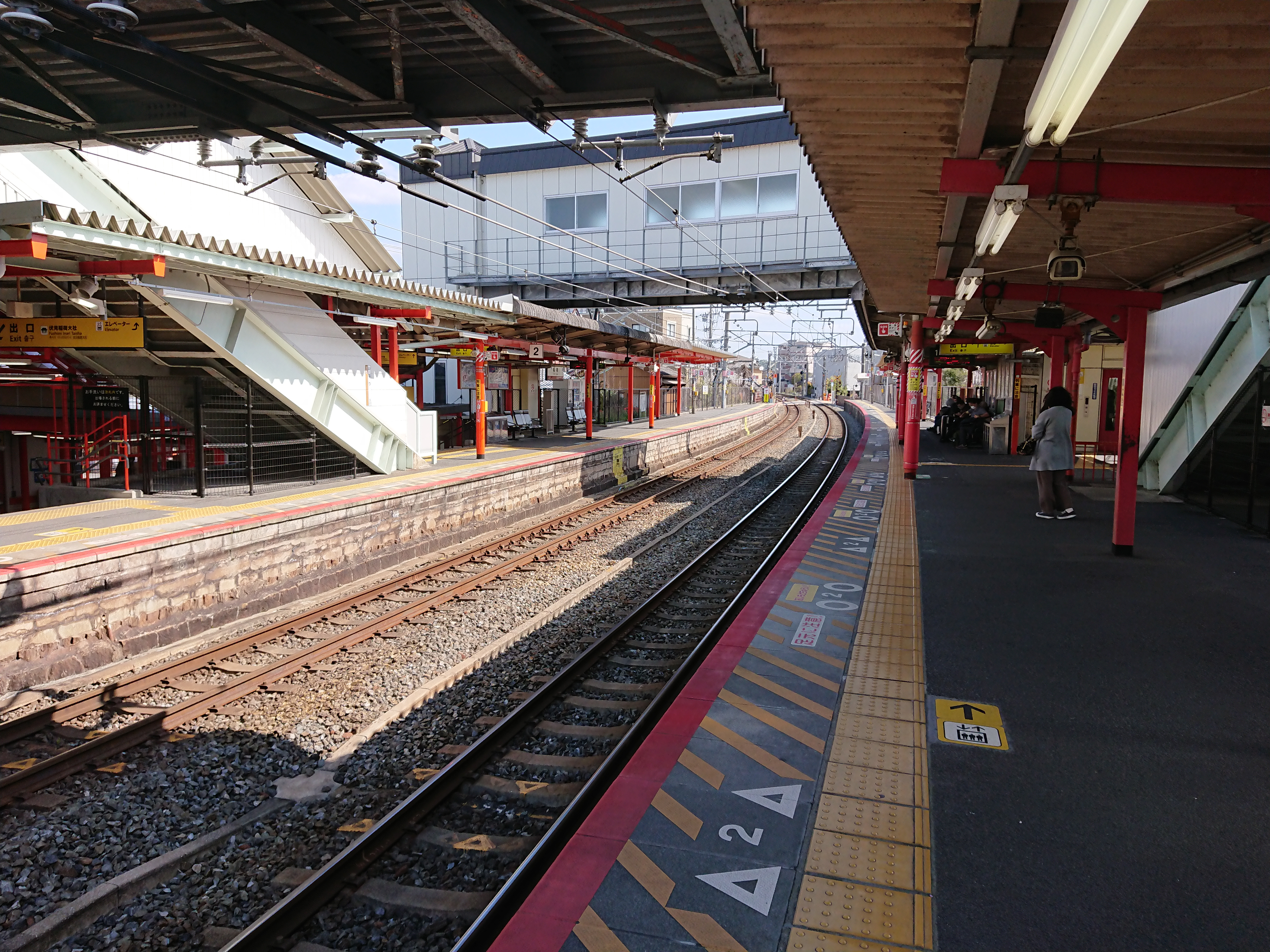
月台（2020年4月）
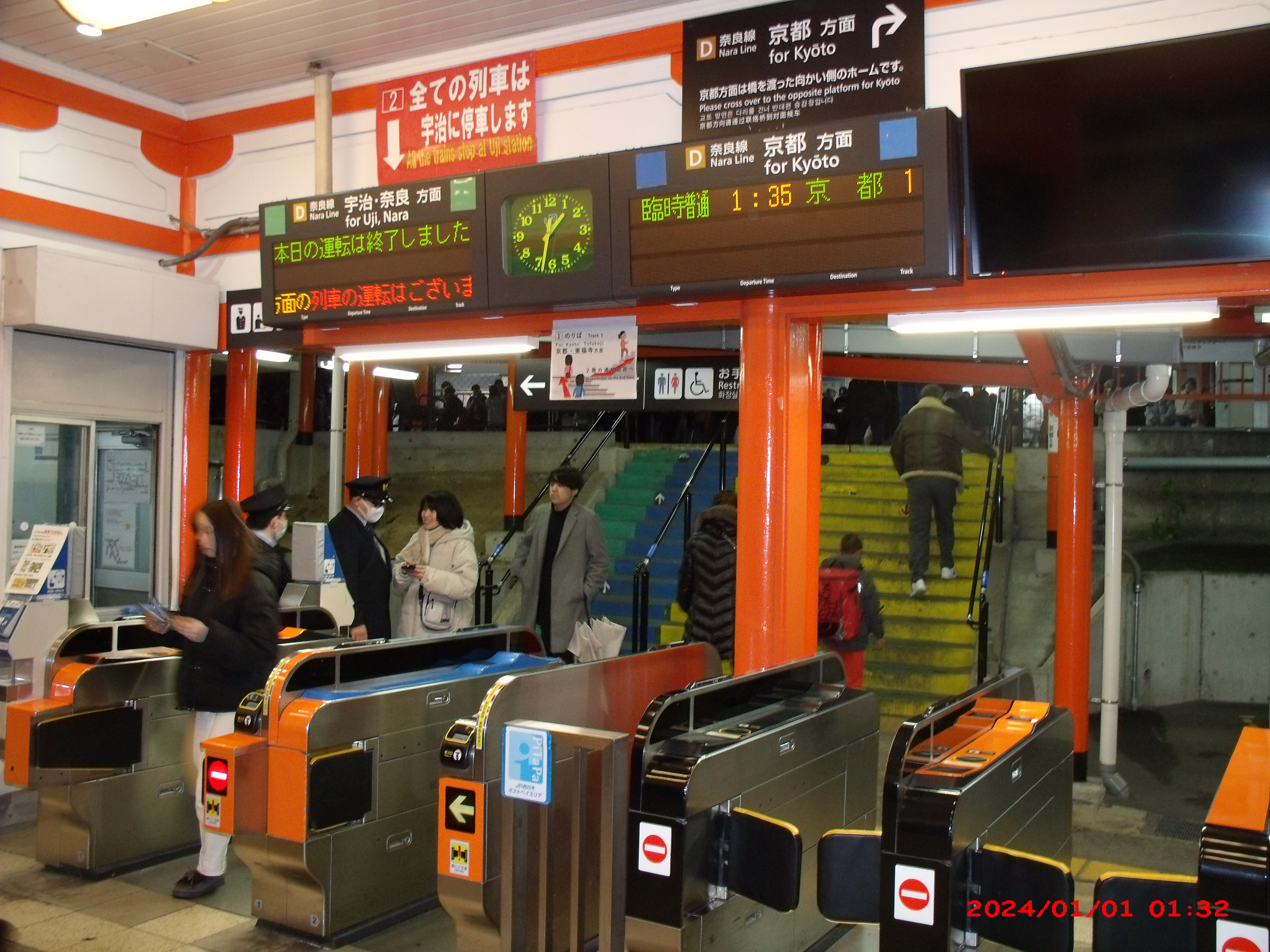
檢票口（2024年1月）

## 使用情況
根據京都府統計書，1日平均上車人次如下表。近年、到訪伏見稻荷大社的外國人觀光客增加，有許多個人到訪的外國人使用此站。
| 年度   | 一日平均 上車人次 |
| ------ | ----------------- |
| 1999年 | 4,203             |
| 2000年 | 4,266             |
| 2001年 | 4,471             |
| 2002年 | 4,567             |
| 2003年 | 4,759             |
| 2004年 | 4,951             |
| 2005年 | 5,055             |
| 2006年 | 5,233             |
| 2007年 | 5,406             |
| 2008年 | 5,452             |
| 2009年 | 5,375             |
| 2010年 | 5,608             |
| 2011年 | 5,896             |
| 2012年 | 6,492             |
| 2013年 | 7,016             |
| 2014年 | 7,285             |
| 2015年 | 8,683             |
| 2016年 | 9,041             |
| 2017年 | 9,523             |
| 2018年 | 9,318             |

### 各年度1日平均上車人次（1930年代—1940年代）
各年度1日平均上車人次如下表。
| 年度               | 1日平均 上車人次 |
| ------------------ | ---------------- |
| 1931年（昭和06年） | 173              |
| 1932年（昭和07年） | 184              |
| 1933年（昭和08年） | 226              |
| 1934年（昭和09年） | 231              |
| 1935年（昭和10年） | 272              |
| 1936年（昭和11年） | 256              |
| 1937年（昭和12年） | 265              |
| 1938年（昭和13年） | 348              |
| 1939年（昭和14年） | 364              |
| 1940年（昭和15年） | 320              |
| 1941年（昭和16年） | 435              |

## 相鄰車站
西日本旅客鐵道
 奈良線
■京都路快速、■快速、■區間快速
通過
■普通
東福寺（JR-D02）－稻荷（JR-D03）－JR藤森（JR-D04）
- 正月時都路快速會臨時停車。

### 曾經存在的路線
鐵道省（國有鐵道）
東海道本線（舊線）
山科－稻荷（－京都）
- 當時的山科站與現在的位置不同。此外該站仍屬於東海道本線時，東福寺站尚未開業。

## 外部連結
- 稻荷｜車站資訊：JR出門網 - 西日本旅客鐵道

34°58′0.6″N 135°46′15.06″E / 34.966833°N 135.7708500°E